# UILCA
La UIL Credito Esattorie e Assicurazioni è il sindacato delle lavoratrici e dei lavoratori che operano nel settore del credito, finanziario, delle concessionarie esattoriali, delle assicurazioni e Autorità, che fa capo alla Unione Italiana del Lavoro (UIL).
La Uilca è membro di UNI Global Union.

## Storia
La UILCA si è costituita a gennaio del 1998 a seguito della fusione tra la UIB (Unione Italiana Bancari) e della UILASS (Unione Italiana Lavoratori delle Assicurazioni). In seguito, nell'aprile del 2000 anche la FILE (Federazione Italiana Lavoratori Esattoriali) si è fusa nella UILCA. Con l'ultima fusione, pur non cambiando la sigla (UILCA), la denominazione ufficiale cambiò nell'attuale "UIL Credito Esattorie ed Assicurazioni".

## Segretari generali
- Elio Porino dal 1982 al 2008 (fino al 2000 come UIB)
- Massimo Masi dal 2008 al 2020
- Fulvio Furlan dal 2020, in carica [1]

## Organizzazione
La Uilca è organizzata in strutture verticali o gerarchiche (RSA, coordinamenti, assemblea nazionale) che fanno capo alla Segreteria Nazionale e in strutture orizzontali che attraverso la base territoriale (regionale) fanno di nuovo riferimento alla Segreteria Nazionale. Uilca è presente in tutte le regioni e territori italiani, nonché in tutte le aziende operanti nei settori del credito, delle assicurazioni, delle esattorie, delle Bcc e delle Autorità.
Gli organismi della Uilca sono:
- Segreteria Nazionale
- Revisori dei Conti
- Probiviri
- Esecutivo Nazionale
- Consiglio Nazionale
- Consulta dei quadri

### Dipartimenti
Uilca è impegnata attivamente su temi sociali di interesse per tutte le lavoratrici e i lavoratori, a prescindere dalla categoria di riferimento. Per queste attività sono operativi i seguenti Dipartimenti:
- Contrattuale
- Formazione
- Internazionale
- Pari opportunità, inclusione e politiche di genere
- Partecipazione
- Previdenza ed esodati
- Salute e sicurezza
- Antiriciclaggio
- Proselitismo
- Polizze
- Consulenti finanziari

### Centro Studi Uilca "Orietta Guerra"
Fa capo al Sindacato il Centro Studi Uilca "Orietta Guerra", un osservatorio sui temi chiave dei settori dell'economia e della finanza e le relative ripercussioni sulla società.

## Altre associazioni

### Unione Italiana del Lavoro (UIL)
Uilca è l'Organizzazione sindacale di categoria dell'Unione Italiana del Lavoro (UIL) che riunisce le lavoratrici e i lavoratori che operano nel settore del credito, finanziario, delle concessionarie esattoriali, delle assicurazioni e Autorità.

### UNI Global Union
Uilca aderisce a UNI Global Union, federazione internazionale che unisce i sindacati del settore dei servizi. 

### Fondazione Prosolidar
Uilca è partner della Fondazione Prosolidar organizzazione costituita per iniziativa del Fondo nazionale del settore del credito per progetti di solidarietà. 

### Previbank
Dal 16 giugno 2022 al 29 maggio 2025, Uilca ha avuto la presidenza di Previbank, il Fondo Pensione di riferimento del settore del credito.